# M/S Dessi
M/S Dessi är ett svenskt katamaranfartyg och passagerarfärja. Dessi byggdes 2006 av Motiva Yacht ApS i Lunderskov i Danmark för Danish Cruise Line i Köpenhamn som Danish Fort 7 för trafik mellan Köpenhamns hamn och Middelgrundsfortet. 
Dessi köptes 2011 av Ressel Rederi AB och går sommartid som passagerar- och cykelfärja, med plats för 118 passagerare och 50 cyklar, mellan Färjestaden och Kalmar. 

## Bildgalleri

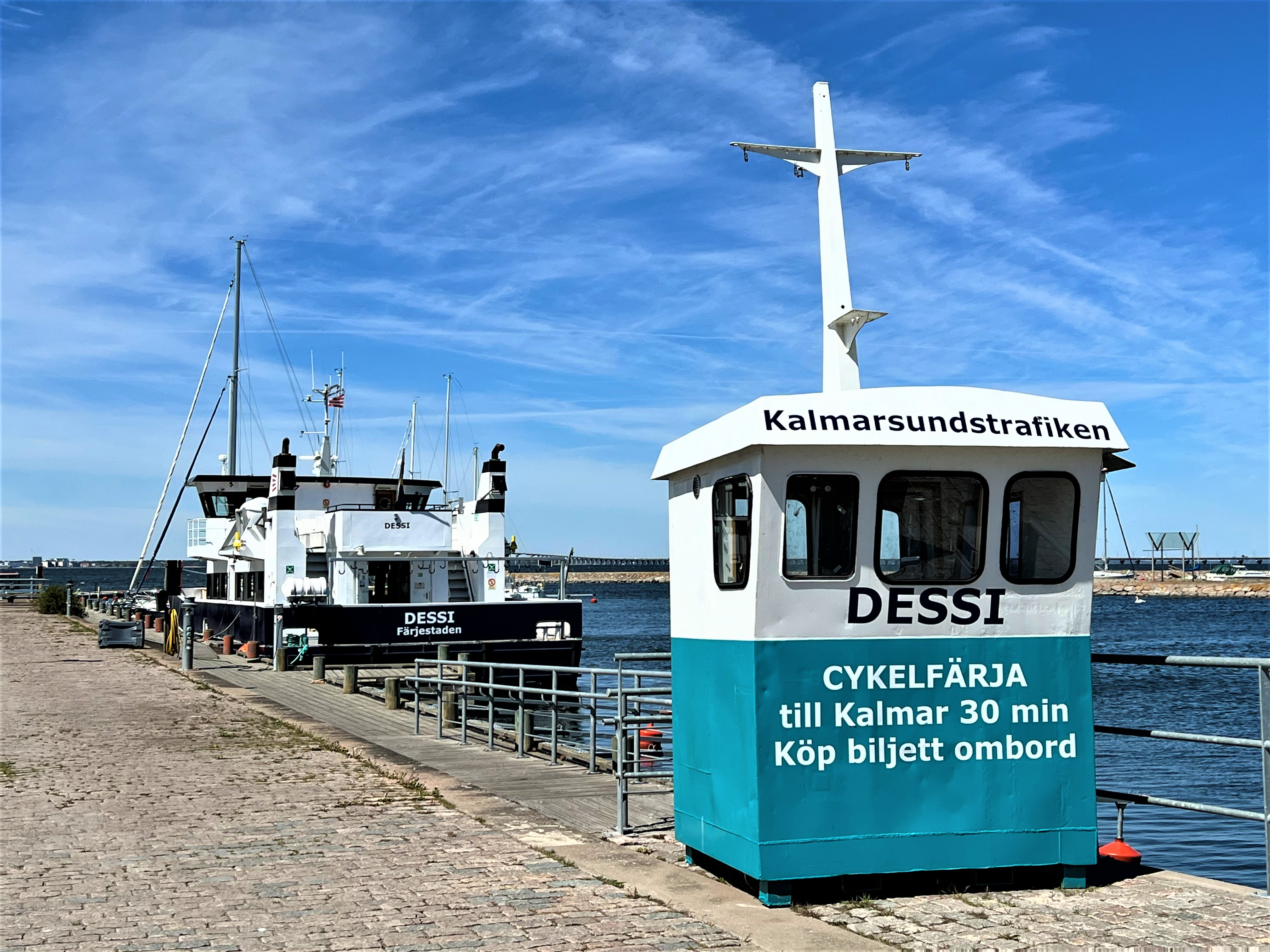
M/S Dessi i Färjestaden på Öland
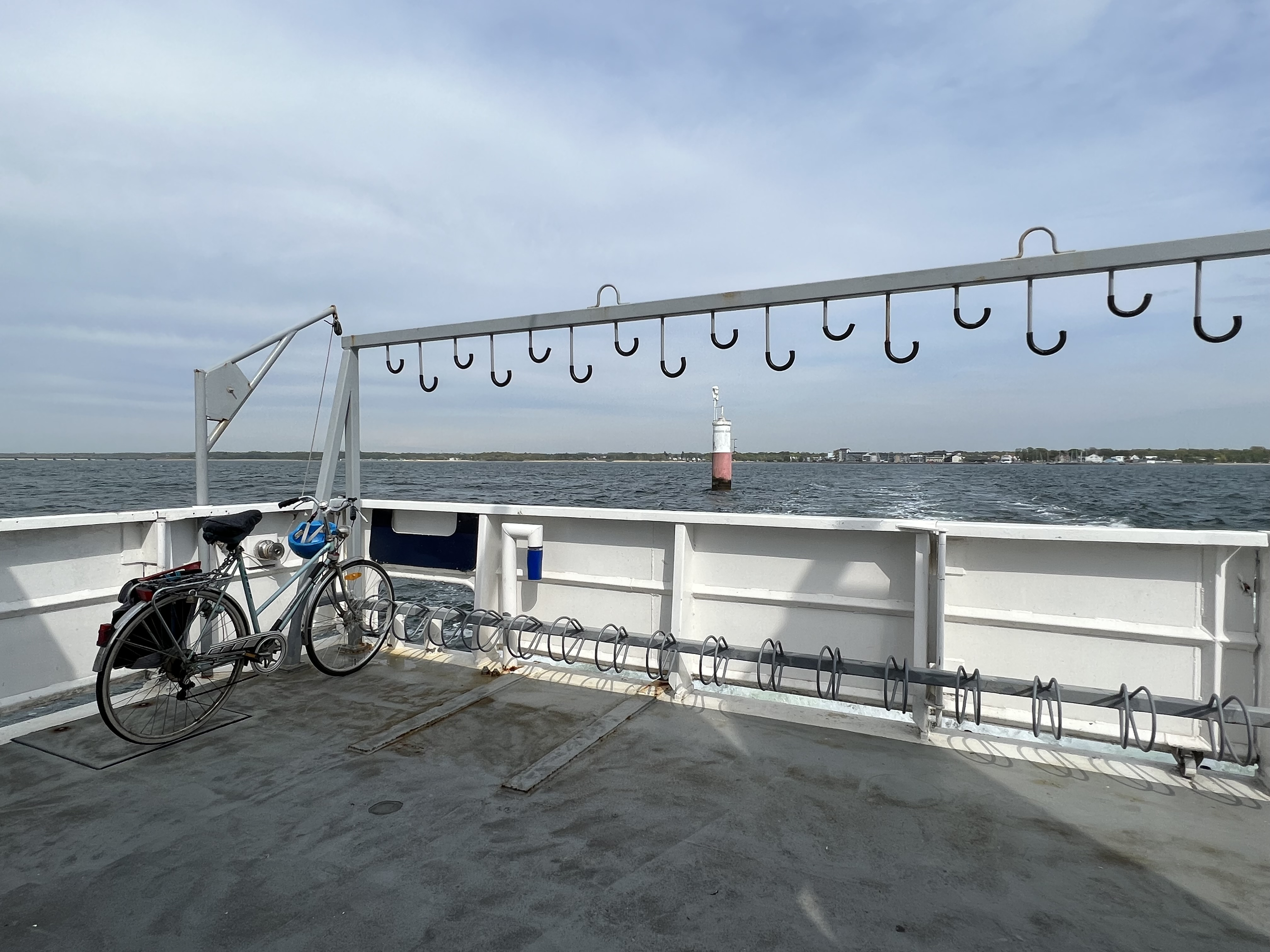
Cykelstället på akterdäck
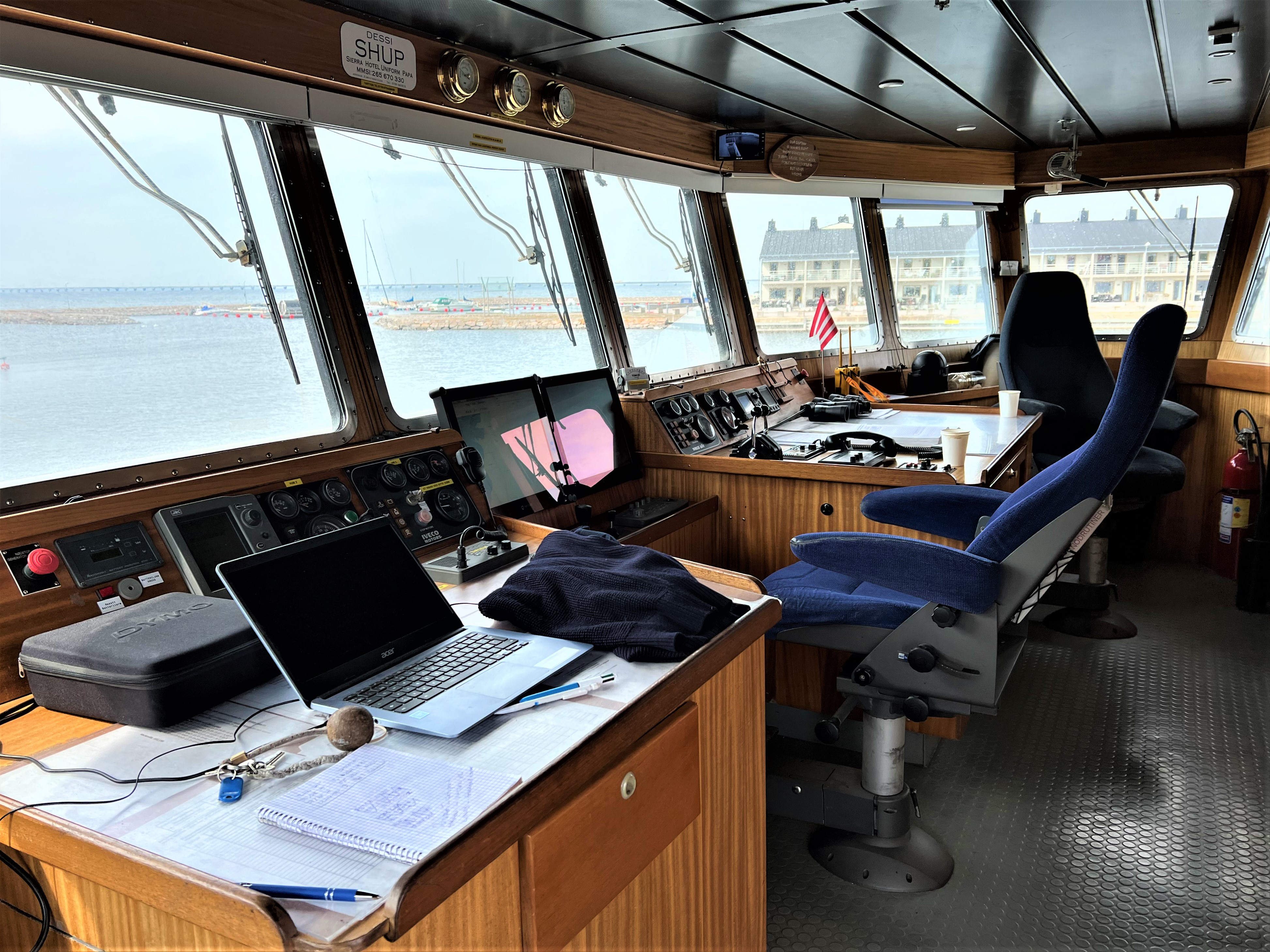
M/S Dessis kommandobrygga
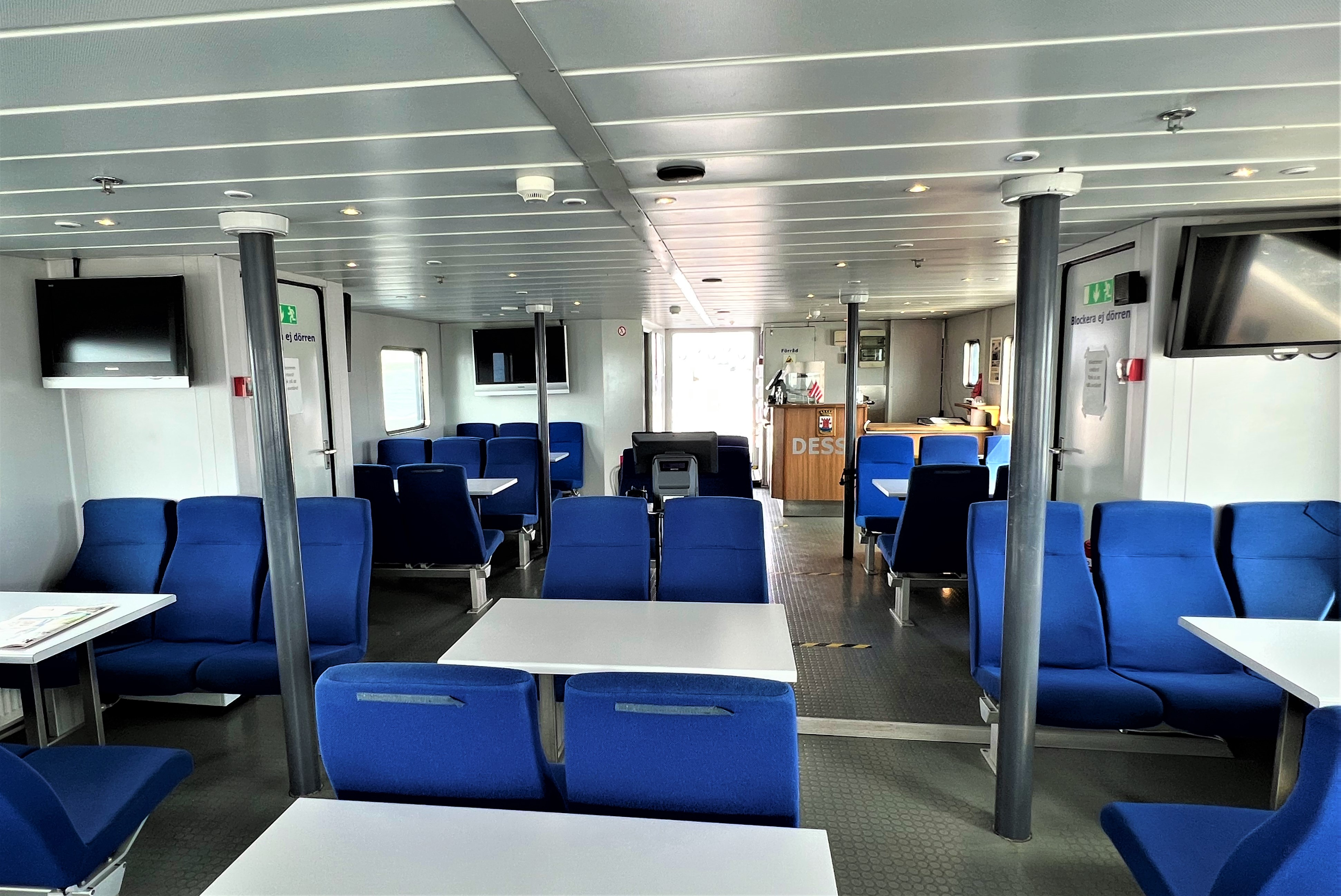
Interiör
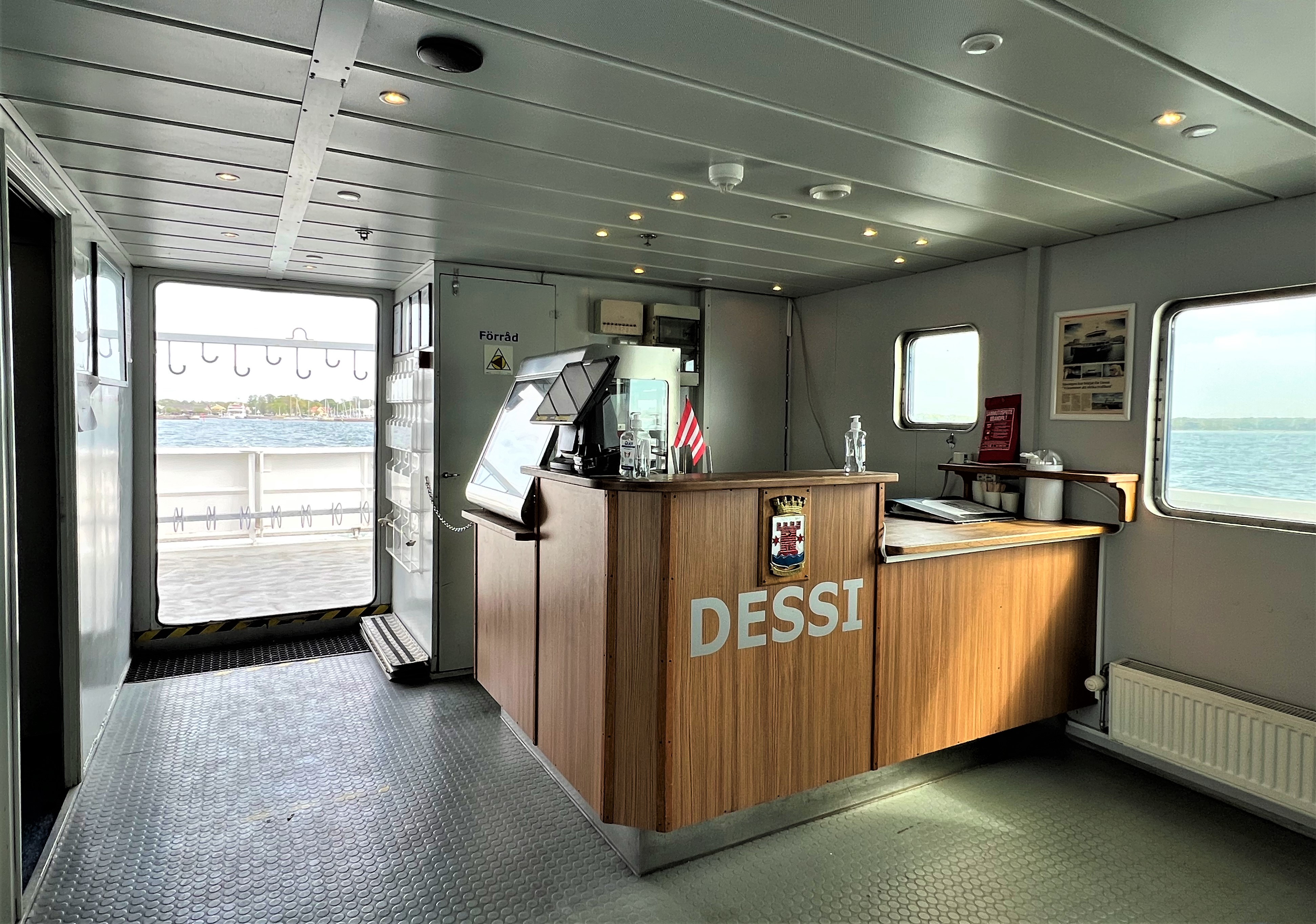
Interiör
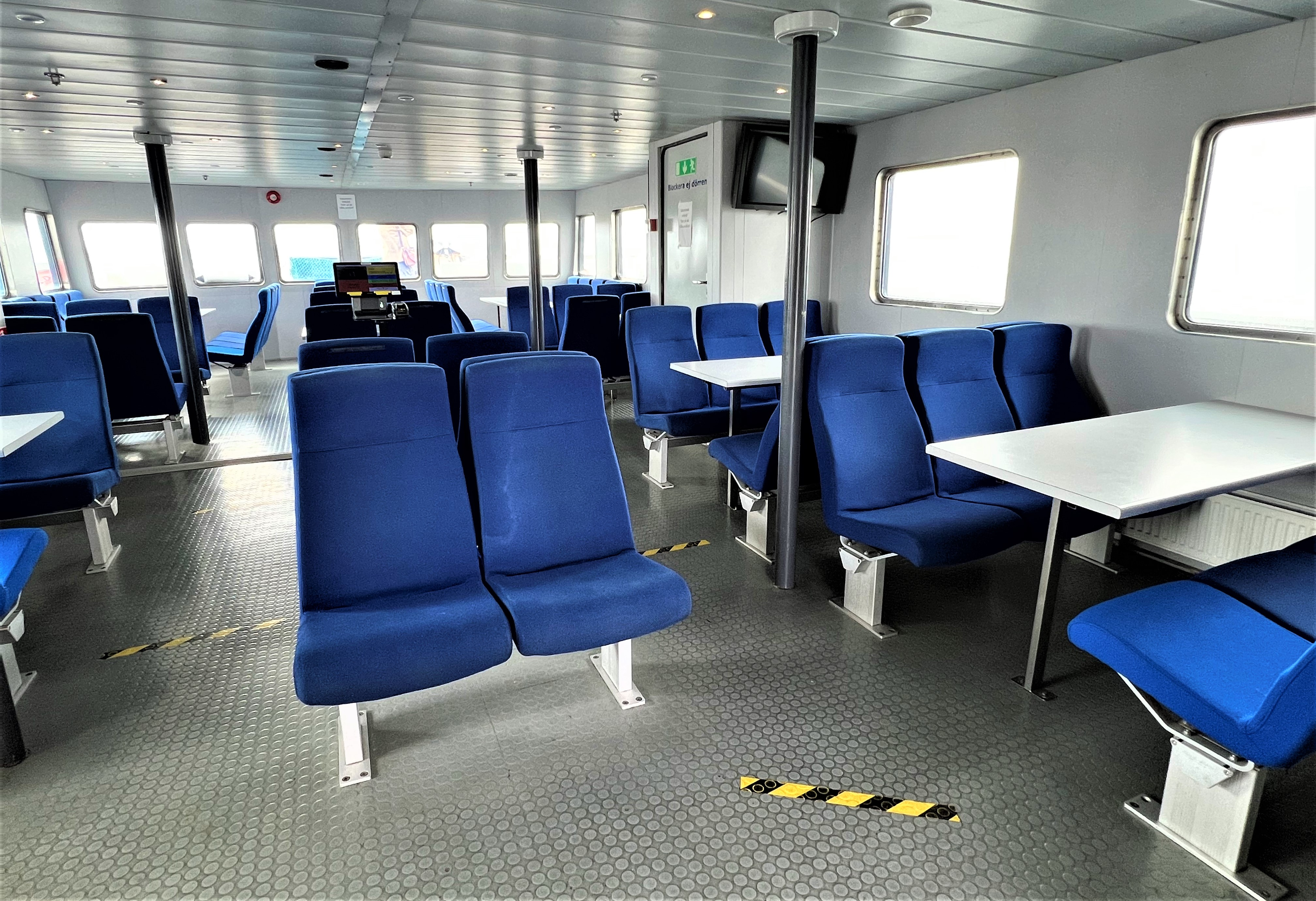
Interiör